# Zbigniew Sprycha
Zbigniew Sprycha (ur. 25 marca 1959 w Częstochowie, zm. 19 stycznia 2024) – polski malarz, profesor krakowskiej ASP.

## Życiorys
Studiował na Wydziale Malarstwa Akademii Sztuk Pięknych w Krakowie. Dyplom 1985 w pracowni prof. Juliusza Joniaka. Od 1985 r. pracownik Wydziału Malarstwa a od 2006 r. zatrudniony na stanowisku profesora. Powadził pracownię rysunku na Wydziale Malarstwa krakowskiej uczelni (od 1998). Członek Związku Polskich Artystów Plastyków. Jego prace były eksponowane na wielu wystawach indywidualnych i zbiorowych w kraju i za granicą.